# Wrap Around Joy
Wrap Around Joy es el sexto álbum de estudio de la cantautora estadounidense Carole King. Fue publicado en septiembre de 1974 a través de Ode Records, y distribuido a través de A&M Records. 

## Lista de canciones
Todas las canciones escritas y compuestas por Carole King y David Palmer.
Lado uno
1. «Nightingale» – 3:36
2. «Change in Mind, Change of Heart» – 4:38
3. «Jazzman» – 3:43
4. «You Go Your Way, I'll Go Mine» – 3:32
5. «You're Something New» – 3:05
6. «We Are All in This Together» – 4:05

Lado dos
1. «Wrap Around Joy» – 2:57
2. «You Gentle Me» – 3:48
3. «My Lovin' Eyes» – 3:03
4. «Sweet Adonis» – 3:20
5. «A Night This Side of Dying» – 2:57
6. «The Best Is Yet to Come» – 3:33

## Créditos y personal
Créditos adaptados desde las notas de álbum de Wrap Around Joy.
Músicos
- Carole King – voz principal y coros, teclados
- Charles Larkey – bajo eléctrico
- Andy Newmark – batería
- Dean Parks – guitarra
- Danny Kortchmar – guitarra

Músicos adicionales
- Tom Scott – solo de saxofón en «Jazzman»
- Jim Horn – solo de saxofón en «Wrap Around Joy»
- Abigale Haness – coros adicionales
- Sherry Goffin – coros en «Nightingale»
- Louise Goffin – coros en «Nightingale»
- The Eddie Kendricks Singers – coros en «We Are All in This Together»
- The David Campbell String Section – cuerdas

Personal técnico
- Lou Adler – productor
- Norm Kinney – ingeniero de audio
- Milt Calice – ingeniero asistente
- Chuck Beeson – director artístico
- John Casado – diseño, ilustración
- Richard Fegley – fotografía

## Posicionamiento
| Gráfica (1974)                | Pico de posición |
| ----------------------------- | ---------------- |
| Australia (Kent Music Report) | 24               |
| Japón (Oricon Albums Chart)   | 7                |

## Certificaciones y ventas
| País                                                     | Certificación | Ventas   |
| -------------------------------------------------------- | ------------- | -------- |
| Estados Unidos (RIAA)                                    | Oro           | 500 000* |
| *cifras de ventas basadas únicamente en la certificación |               |          |